# OMÁV IVfn és IVfh
A IVfn. és IVfh osztályú mozdonyok az Osztrák–Magyar Államvasút-Társaság (OMÁV) tehervonati szerkocsis gőzmozdonyai voltak, melyeket azonban eredményesen felhasználtak személyszállító vonatok továbbítására is.
Az ÁVT 1890 és 1904 között 35 db IVfn. és IVfh osztályú mozdonyt szerzett be  (18-at 1897 előtt és 17-et utána) ezeknek a három csatolt kerékpárú gépeknek a megerősített változatából. melyeket azonban eredményesen felhasználtak személyszállító vonatok továbbítására is. Viszonylag nagy kerekei voltak, ezért sík vidéken 70 km/h sebességet is elértek. A mozdonyoknak nyitott Gooch-vezérlése volt.
Az ÁVT Gépgyára a és a Simmering műhely által épített mozdonyokat az ÁVT a IVfn osztályba sorolta. Később átszámozták őket 35 sorozatúvá.
További tíz db nagyon hasonló mozdonyt épített Az ÁVT Gépgyára 1890-1891-ben 551-560 pályaszámokon IVfh osztálybesorolással. Ez a tíz mozdony 1891-ben az OMÁV magyar pályarészeinek államosításakor a MÁV állományába került, ahol a IIIl osztály 3051-3060 pályaszámait kapták. 1911-ben a 338 sorozatba lettek beosztva.
Az államosítás után az osztrák rész járművei a kkStB 231.01-35 pályaszámokat kapták. Az első világháború után még valamennyi BBÖ pályaszámokat kapott. Öt gépet 1925-1928 között a GYSEV megvásárolt és ott a IIIl osztálybesorolást és 301-305 pályaszámokat kapták. A BBÖ az átvett mozdonyokat 1936-ig selejtezte, de a 231.34 számú még 1938-ban is üzemelt és a DRB 34.7001 pályaszámon állományba vette. A GYSEV 1941-ben a DRB-től megvásárolta a mozdonyt és 306 pályaszámon 1964-ig üzemeltette.

## Fordítás
Ez a szócikk részben vagy egészben  a   StEG II 501–518 című német Wikipédia-szócikk fordításán alapul.  Az eredeti cikk szerkesztőit annak laptörténete sorolja fel. Ez a jelzés csupán a megfogalmazás eredetét és a szerzői jogokat jelzi, nem szolgál a cikkben szereplő információk forrásmegjelöléseként.